# Lamonte Bearden
Lamonte Bearden (Milwaukee, Wisconsin, 30 de octubre de 1995) es un baloncestista estadounidense que pertenece a la plantilla del Ironi Ramat Gan de la TBL, la segunda división turca. Con 1,91 metros de estatura, juega en la posición de base.

## Trayectoria deportiva

### Universidad
Jugó dos temporadas con los Bulls de la Universidad de Buffalo, en las que promedió 10,9 puntos, 4,3 asistencias, 2,9 rebotes y 1,5 robos de balón por partido. por partido. En su primera temporada fue incluido en el mejor quinteto freshman de la Mid-American Conference, mientras que al año siguiente lo fue en el tercer mejor quinteto de la conferencia.
En el verano de 2016 fue transferido a los Hilltoppers de la Universidad de Kentucky Oriental. Allí, tras cumplir el año en blanco que impone la NCAA, disputó dos temporadas más, promediando 10,8 puntos, 3,9 asistencias y 2,4 rebotes por encuentro.

### Profesional
Tras no ser elegido en el Draft de la NBA de 2019, no fue hasta enero de 2020 cuando firmó su primer contrato profesional, con el Düzce Belediye de la TBL, la segunda división turca. En su primera temporada, y hasta el parón por el coronavirus, promedió 18,0 puntos, 3,7 rebotes y 5,4 asistencias por partido.